# (34453) 2000 SG84
2000 SG84 (asteroide 34453) é um asteroide da cintura principal. Possui uma excentricidade de 0.04958270 e uma inclinação de 2.40659º.
Este asteroide foi descoberto no dia 24 de setembro de 2000 por LINEAR em Socorro.